# Caroline Wahl

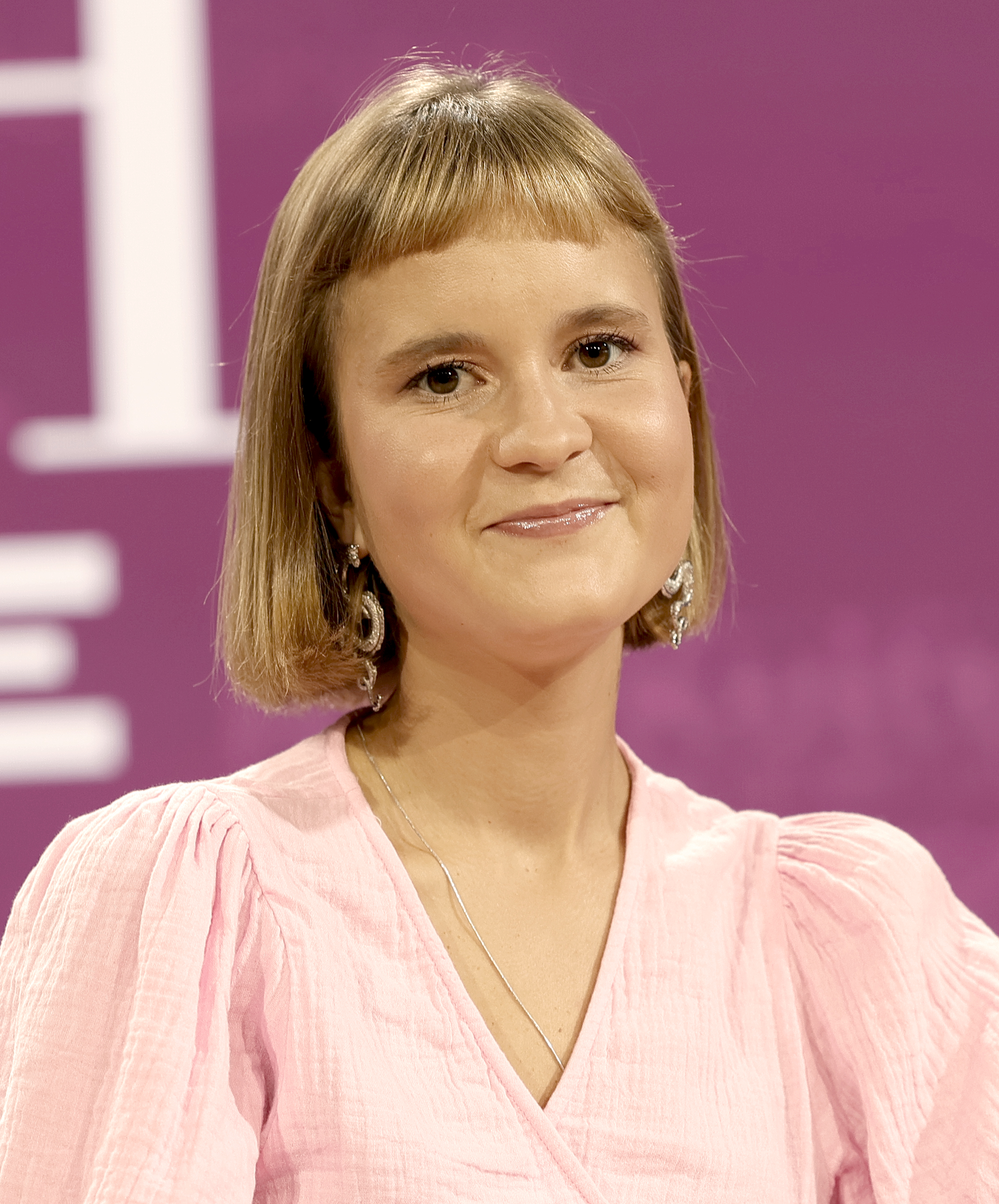
Caroline Wahl auf der Frankfurter Buchmesse 2024

Caroline Wahl (* 1. Juni 1995 in Mainz) ist eine deutsche Schriftstellerin. Ihr Debütroman 22 Bahnen aus dem Jahr 2023 wurde ein großer Verkaufserfolg und erhielt zahlreiche positive Kritiken und Preise. Auch das Nachfolgewerk Windstärke 17 wurde zum Erfolg.

## Leben
Caroline Wahl wuchs als Tochter eines Chirurgen und einer Grundschullehrerin
mit drei Geschwistern in Schriesheim in der Nähe von Heidelberg und Stuttgart auf und studierte Germanistik und Deutsche Literatur in Tübingen und Berlin. Danach war sie unter anderem als Verlagsassistentin für den Diogenes Verlag in Zürich tätig. In dieser Zeit schrieb Wahl innerhalb von drei Monaten ihren ersten Roman 22 Bahnen.
2022 zog sie nach Rostock, wo sie für eine Kommunikationsagentur tätig war, und lebte dort als freie Schriftstellerin. Im Herbst 2024 zog sie nach Kiel.

## Schriftstellerisches Werk
Wahls Debütroman 22 Bahnen wurde im April 2023 vom Kölner DuMont Buchverlag veröffentlicht. Die Erzählerin schildert darin aus der Ich-Perspektive der Studentin Tilda deren Alltag und Familienleben. Dabei muss sich Tilda nicht nur auf ihr anspruchsvolles Mathematikstudium konzentrieren, sondern auch um die elfjährige Halbschwester Ida kümmern, da die Mutter alkoholkrank ist und die Väter die Familie verlassen haben.
Rezensenten des Romans wie Elke Heidenreich, Christine Westermann oder Denis Scheck bestätigten Wahl, einen ergreifenden Schreibstil gefunden zu haben, bei dem die Leser das Schicksal der beiden Schwestern authentisch wahrnehmen können, ohne dass die Autorin auf die Gründe für die Alkoholsucht der Mutter eingeht. Dabei hat die Schriftstellerin keine eigenen Erfahrungen mit Suchtproblemen im familiären Umfeld, führte jedoch unter anderem Gespräche mit Personen, die in Suchtstationen arbeiten, um die Thematik realistisch wiederzugeben.
Andere Rezensenten bemängeln, dass Wahl kein tieferes Interesse an ihren Figuren zeigt und zu wenig Recherche betrieben habe. Eva-Sophie Lohmeier kritisiert beispielsweise:
„Beide Love Interests, Viktor und Leif, verfügen über interessante Augenfarben und attraktive Berufe, wirken anfangs verschlossen, sind aber im Kern gute Menschen, die aufrichtig lieben. Trotz anfänglicher Schwierigkeiten sind sie emotional zugänglich, ausgesprochen attraktiv und zudem wohlhabend – und das sogar durch eigene Leistung, nicht durch Erbe. Wenn solche tüchtigen Herren mit goldenen Herzen nötig sind, um die armen, talentierten Waisenkinder zu erlösen und ihnen die Welt zu öffnen, dann befinden wir uns mitten in den Konventionen des Genres. Hier wird die verarmte Nichte aus der Provinz mit dem reichen Pferdebaron mit ‚hazel eyes‘ verkuppelt. Wahls Sprache ist zwar moderner, bei ihr sind Dinge ‚krass schön‘, Menschen chillen und tragen angesagte Outfits.“
Wahl wollte immer einen Roman über eine starke, eigenwillige, aber auch sensible junge Frau schreiben und sieht hier insbesondere die Romane von Alina Bronsky Scherbenpark, Angelika Klüssendorf Das Mädchen sowie Spieltrieb von Juli Zeh als Vorbild. Der Stil und das Thema des Romans sprechen dabei insbesondere jugendliche Leser an; so wurde 22 Bahnen bald nach der  Veröffentlichung auf BookTok besprochen. Der Norddeutsche Rundfunk wählte die Erzählung 2023 zum NDR-Buch des Monats Mai.
Auf der Spiegel-Bestsellerliste stand der Roman 30 Wochen unter den Top-20 im Kalenderjahr 2023 und wurde in diesem Jahr mehr als 100.000 Mal in Deutschland verkauft. In ihrem Erscheinungsjahr erhielt die Erzählung den Buchpreis der Stiftung Ravensburger Verlag, den Bayern-2-Publikumspreis, den Ulla-Hahn-Autorenpreis, den Grimmelshausen-Förderpreis und wurde zum Lieblingsbuch des unabhängigen Buchhandels gewählt. Bis Juni 2024 wurden 340.000 Exemplare gedruckt.
Im Jahr 2024 erschien unter dem Titel Windstärke 17 Wahls zweiter Roman, der auf der Insel Rügen spielt und das weitere Leben der aus dem Debütroman schon bekannten Figur Ida thematisiert. Der Verlag DuMont startete mit einer Erstauflage von 130.000 Exemplaren.
Wahl veröffentlichte am 20. August 2024 auf Instagram einen Beitrag, in dem sie ihre Enttäuschung darüber äußerte, nicht auf der Longlist des Deutschen Buchpreises 2024 zu stehen. Der Post stieß auf gemischte Reaktionen und wurde in den Medien kontrovers diskutiert.

## Werke
- 22 Bahnen, Roman, DuMont-Buchverlag, Köln 2023, ISBN 978-3-8321-6045-6.
- Windstärke 17, Roman, DuMont-Buchverlag, Köln 2024, ISBN 978-3-8321-6841-4.
- Die Assistentin, Roman, Rowohlt, Hamburg 2025, ISBN  978-3-498-00770-6.